# Acacia serra
Acacia serra é uma espécie de leguminosa do gênero Acacia, pertencente à família Fabaceae.